# Jaroslav Kurzweil
Jaroslav Kurzweil (Praag, 7 mei 1926 – 17 maart 2022) was een Tsjechisch wiskundige. Hij was een specialist op het gebied van gewone differentiaalvergelijkingen. Hij stelde de definitie van Perron-integraal op in termen van  Riemann-sommen. Kurzweil werd in 2006 bekroond met de hoogst mogelijke wetenschappelijke prijs van de Tsjechische Republiek, de "Tsjechische Mind" als een erkenning voor zijn gehele werk.